# Edmund Wilson
Edmund Wilson (ur. 8 maja 1895 w Red Bank, zm. 12 czerwca 1972 w Talcottville w stanie Nowy Jork) – amerykański krytyk literacki, pisarz i dziennikarz.

## Życiorys
Był jedynakiem. Jego ojciec, Edmund Wilson senior, był cenionym prawnikiem. Edmund Wilson był jedną z najbardziej wpływowych postaci amerykańskiego życia literackiego. Był redaktorem Vanity Fair (1920–21) i The New Republic (1926–31), a także głównym recenzentem literackim The New Yorkera (1944–48). Tworzył socjologiczne i psychoanalityczne interpretacje współczesnej literatury anglosaskiej. Cenione było jego studium o symbolice w XX-wiecznej literaturze europejskiej i amerykańskiej Axel's Castle (1931). Był też autorem pracy poświęconej genezie rewolucji październikowej pt. To the Finland Station (1940) oraz szkiców, esejów, recenzji i reportaży. Pisał także powieści, opowiadania, dwie autobiografie i wspomnienia. Jego pierwszą powieścią była I Thought of Daisy (1920).
Wielokrotnie dawał wyraz swoim lewicowym przekonaniom, a w latach 30. XX wieku wyraźnie zbliżył się do komunizmu. Pod wpływem informacji o zbrodniach stalinowskich zajął jednak ostatecznie stanowisko antysowieckie, czemu dał wyraz w pracach Travels in Two Democraties z 1936 oraz To the Finland Station z 1940.

## Publikacje w języku polskim
- Odkrycia nad Morzem Martwym, przeł. Teresa Święcka, Warszawa: "Książka i Wiedza" 1963.
- Szkice, wybór i posłowie Michał Sprusiński, przeł. Jerzy Hummel, Warszawa: Państwowy Instytut Wydawniczy 1973.